# Die verlorenen Söhne
Die verlorenen Söhne sind eine Rockband aus Wien, Österreich, die stilistisch am ehesten dem Genre des Deutschrock entspricht.

## Geschichte
Gegründet 1992 veröffentlichte die Band 1997 ihr Debütalbum Gottes Schwert (Concrete/Edel). 1998 folgte eine Tour durch Deutschland, Österreich und die Schweiz im Vorprogramm der Elektro-Industrialrocker Oomph!. Nach einigen Singleauskopplungen wie Der Held und die Falco-Coverversion Mutter, der Mann mit dem Koks ist da löste sich die Band jedoch vorerst auf, nachdem der Vertrag mit Edel Records nicht verlängert worden war. Zu einem Comeback kam es erst 2011, als das zweite Album Wir waren immer so in Eigenregie veröffentlicht wurde.

## Diskografie

### Alben
- 1997: Gottes Schwert (Concrete/Edel music)
- 2011: Wir waren immer so (Eigenvertrieb)

### Singles
- 1997: Der Held (Edel music)
- 1998: Mutter, der Mann mit dem Koks ist da (Edel music)
- 2001: Blümchen, Bück' Dich! (Koch Records)